# 金斑龜金花蟲
金斑龜金花蟲（学名：Cassida crucifera）为金花蟲科龜金花蟲屬下的一个种。